# Parafia Najświętszego Serca Jezusowego w Ługach-Radłach
Parafia Najświętszego Serca Jezusowego w Ługach-Radłach – parafia rzymskokatolicka, znajdująca się w archidiecezji częstochowskiej, w dekanacie Truskolasy.